# Potchefstroom
Potchefstroom je město v Severozápadní provincii Jihoafrické republiky, které leží na řece Mooirivier 120 km od Johannesburgu. V Potchefstroomu žije přibližně 149 tisíc obyvatel. Okolo sedmdesáti procent z nich tvoří běloši hovořící afrikánsky.
Město bylo založeno roku 1838 v rámci Velkého treku. Název je odvozován od jména zakladatele Hendrika Potgietera (Potgieter chef stroom, potok náčelníka Potgietera). V letech 1858 až 1860 bylo prvním hlavním městem Transvaalské republiky a byla zde přijata její ústava. O město se sváděly tuhé boje za obou búrských válek a Britové zde zřídili koncentrační tábor pro búrské obyvatelstvo.
Potchefstroom je studentským městem, kde se nachází hlavní kampus Severozápadní univerzity. Proslavil se také každoročním festivalem afrikánské kultury Aardklop. Vychází zde týdeník Potchefstroom Herald. Stará pevnost je národní kulturní památkou, v domě básníka Jacoba Daniëla du Toita bylo zřízeno muzeum, k turistickým atrakcím patří univerzitní botanická zahrada. V sousedství města byla založena armádní základna. Významný je také strojírenský, chemický a potravinářský průmysl. Bylo zde vyšlechtěno plemeno slepic Potchefstroom Koekoek.
V roce 2006 bylo navrženo přejmenování města na africký název Tlokwe.